# Me casé con un comunista
Me casé con un comunista es la segunda de las tres novelas que componen la denominada "Trilogía americana", escrita por el escritor estadounidense Philip Roth en 1998, con la que ganó el Ambassador Book Award.
Como en otras ocasiones, el narrador es Nathan Zuckerman, alter ego del autor que, como él, es un escritor maduro de cierto prestigio que coincide con Murray, un profesor de su juventud, quien con su entusiasmo y pasión le transmitió el amor por la literatura. Sin embargo, el joven Zuckerman, más que por Murray, siente admiración por el hermano menor de aquel, Ira Ringold, en ese momento célebre actor de un programa radiofónico, casado con una estrella del cine mudo de los años 1920 y también actriz radiofónica.
Ira transmite a Zuckerman su pasión política, sus ideas progresistas, sus valores morales, y todo ello cae sobre tierra fértil, un joven que sueña con la libertad, la igualdad, el cambio social y cuya máxima aspiración es parecerse a Thomas Paine. La amistad entre ambos se estrecha, lo que acarrea problemas familiares en la casa de los Zuckerman y una creciente radicalidad en el joven pupilo lo que tensa las siempre complejas relaciones padre-hijo.
Finalmente, la Universidad y otras influencias alejan ideológicamente a Nathan de Ira, comenzando una nueva etapa en la vida de Zuckerman. Poco después, Ira Ringold es despedido de su programa radiofónico tras aparecer en varias listas de sospechosos de pertenecer al Partido Comunista y de la publicación de un libro, supuestamente escrito por la mujer de Ringold, que lleva por esclarecedor título "Me casé con un comunista".
El lector asiste a la reconstrucción completa de la vida de Ira Ringold a través de dos fuentes combinadas. De una parte, Zuckerman narra su perspectiva, describe la influencia de Ringold en sus años de juventud y los motivos de la misma; de otra, Murray -el hermano mayor de Ringold- completa los espacios en blanco (por ejemplo la infancia o su vida tras la caída en desgracia) y aclara y matiza los hechos ya conocidos por Zuckerman.
- Datos: Q1055141